# Víctor Hermosillo Celada
Víctor Hermosillo y Celada (Ciudad de México, 28 de agosto de 1939). Es un arquitecto, empresario y político mexicano, miembro del Partido Acción Nacional, ha ocupado entre otros el cargo de Presidente Municipal de Mexicali y fue Senador por Baja California para el periodo de 2012 a 2018.
Víctor Hermosillo es Licenciado en Arquitectura egresado del Instituto Tecnológico y de Estudios Superiores de Monterrey, es miembro del PAN desde el año de 1965 donde ha ocupado diversos cargos en la estructura partidista y ha sido Presidente estatal; inicialmente se dedicó al ejercicio privado de su profesión e ingreso a la actividad pública en 1989 al ser nombrado Secretario de Asentamientos Humanos y Obras Públicas de Baja California por el gobernador Ernesto Ruffo Appel, permaneciendo en el cargo todo su periodo de gobierno hasta 1995.
En 1998 fue designado candidato del PAN a Presidente Municipal de Mexicali, obteniendo la victoria en la elección constitucional y asumiendo el cargo para el periodo de 1998 a 2001; en 2012 obtuvo la candidatura del PAN a Senador en segunda fórmula junto a Ernesto Ruffo Appel, electos, asumieron el cargo el 1 de septiembre de 2012 para finalizar en igual fecha de 2018.
En el Senado de la República fue secretario de la Comisión de Vivienda, e integrante de las Comisiones de Educación, de Recursos Hidráulicos y de Relaciones Exteriores, América del Norte.